# Scedella orientalis
Scedella orientalis es una especie de insecto del género Scedella de la familia Tephritidae del orden Diptera.

## Historia
Meijere la describió científicamente por primera vez en el año 1908.